# Cocoa, Florida
Cocoa är en stad (city) i Brevard County, i delstaten Florida, USA. Enligt United States Census Bureau har staden en folkmängd på 17 147 invånare (2011) och en landarea på 34,5 km².